# Chengjiang
Chengjiang (cinese ufficiale 澂江县, alternativamente 澄江县; pinyin: Chéngjiāng Xiàn), situato nella prefettura di Yuxi, nella provincia cinese dello Yunnan, appena a Nord del lago Fuxian, è un sito paleontologico.
Nella località sono stati ritrovati resti fossili risalenti tra i 525 ed i 520 milioni di anni fa, compatibili col periodo dell'esplosione del Cambriano, resti fossili per i quali si sono conservati anche i tessuti molli.
Questi fossili sono considerati come uno dei ritrovamenti più importanti del XX secolo sia per qualità dei dettagli, sia per l'alto numero di specie di flora e fauna conservata.
I fossili vennero scoperti per la prima volta dal professor Hou Xian-guang, docente alla Yunnan University, Kunming, dove è il direttore del centro ricerche per il Center for Chengjiang Biota.
Il giacimento si trova a circa 60 km a Nord-Ovest dal giacimento Maotianshan.

## Esemplari di fossili ritrovati a Chengjiang e dintorni
(elenco parziale)
- Acanthomeridion serratum
- Alalcomenaeus cambricus [1]
- Amplectobelua symbrachiata [2]
- Combinivalvula chengjiangensis
- Didazoon haoae [2]
- Dinomischus
- Eldonia
- Galeactena hemispherica
- Helmetia expansa
- Isoxys
- Luolishania longicruris
- Microdictyon sinicum
- Onychodictyon
- Paraleptomitella
- Pectocaris spatiosa
- Plenocaris [1]
- Trilobiti
- Vetulicola
- Xianguangia sinica
- Xidazoon stephanus [2]